# Michael Kingwell
Michael Kingwell − angielski bokser, brązowy medalista Mistrzostw Europy 1971, mistrz Wielkiej Brytanii z roku 1971. Tytuły zdobywał w kategorii lekkopółśredniej.

## Kariera amatorska
W maju 1971 roku został mistrzem Wielkiej Brytanii w kategorii lekkopółśredniej. W finale pokonał na punkty Szkota George'a McKenziego. Podczas 83. amatorskich Mistrzostw Wielkiej Brytanii, które miały miejsce w Londynie, 10. reprezentantów Anglii zdobyło złote medale na 11. kategorii wagowych. W czerwcu tego samego roku zdobył brązowy medal na Mistrzostwach Europy w Madrycie. Kingwell rywalizację rozpoczął od pokonania w 1/8 finału swojego byłego rywala z Mistrzostw Wielkiej Brytanii George'a McKenziego, pokonując go na punkty. W walce ćwierćfinałowej rywalem Anglika był reprezentant Włoch Antonio Chiodoni, a Kingwell ponownie zwyciężył na punkty, awansując do półfinału europejskiego turnieju. W półfinale zmierzył się z Ulrichem Beyerem, a walka zakończyła się dyskwalifikacją Kingwella, który udział zakończył na tym pojedynku. Michael Kingwell wraz z Lesem Stevensem zostali jednymi medalistami, którzy reprezentowali Anglię na Mistrzostwach Europy, oboje zdobyli brązowe medale.
W 1971 roku był również w kadrze na mecze międzypaństwowe pomiędzy przeciwko Szkocji i Irlandii. 13 stycznia 1971 rywalem Kingwella podczas meczu z drużyną Szkocji był George McKenzie, z którym Kingwell przegrał na punkty. Ostatecznie drużyna Anglii pokonała Szkocję 12:10. Kingwell zwyciężył 3 lutego 1971 roku w meczu przeciwko Irlandii, pokonując na punkty Edwarda Hendricksa. Pomimo zwycięstwa Kingwella, drużyna Anglii przegrała mecz, ulegając Irlandczykom 8:12.
Nigdy nie zadebiutował jako zawodowiec.